# Sultan Cheikhmus
Sultan Cheikhmus   (Mardin, 1077 (Gregorià) - Mardin, 1164 (Gregorià)) en kurd : Siltan Şêxmûs o el seu nom complet Mûsâ bin Mahîn El-Mardini ez-Zûlî va ser un erudit islàmic i deixeble d'Abd-al-Qàdir al-Jilaní.
La seva tomba es troba al poble de Yüce, situat en la carretera que uneix Mardin amb Diyarbakır.